# Комплексна механізація і автоматизація виробництва
Ко́мплексна механіза́ція і автоматиза́ція виробни́цтва (рос. комплексная механизация и автоматизация производства, а. complete mechanization and automation of production, full mechanization and automation of production, integrated mechanization and automation; н. Vollmechanisierung f und Automatisierung f der Erzeugung f (Produktion f) — гол. напрямок науково-технічного прогресу, вищий ступінь механізації виробництва, при якому ручна праця замінюється як на основних, так і на допоміжних взаємопов'язаних операціях. 
При К.м.а.в. ручним залишається тільки управління технологічними процесами, які виконуються механізованими комплексами.